# Kevin Ushiña
Kevin Xavier Ushiña Goyes (Quito, Ecuador; 26 de agosto de 1996) es un futbolista ecuatoriano. Juega como centrocampista y su equipo actual es Vinotinto Ecuador de la Serie A de Ecuador.

## Trayectoria
Kevin al igual que su hermano Alexander se inició en el fútbol cuando tenía cinco años, en una guardería de la ciudad de Quito. Después formó parte de la escuela Leonardo Ipiales, de la selección de Pichincha, y de los clubes Aucas, Universidad Católica y América de Quito.
En el 2016 pasa al plantel principal del América de Quito, con el cual consiguió el ascenso a la Serie A para la temporada 2019, pero al no tener continuidad en el cuadro cebollita, es cedido a préstamo a Liga de Portoviejo a mediados de ese mismo año, club con el cual consigue el ascenso a la Serie A del fútbol ecuatoriano para la temporada 2020 al quedar subcampeón de la Serie B de Ecuador 2019.

## Clubes
| Club                 | País    | Año       |
| -------------------- | ------- | --------- |
| Universidad Católica | Ecuador | 2015-2016 |
| América de Quito     | Ecuador | 2016-2019 |
| Liga de Portoviejo   | Ecuador | 2019-2021 |
| Manta F. C.          | Ecuador | 2022      |
| Cuniburo             | Ecuador | 2023-2024 |
| Vinotinto Ecuador    | Ecuador | 2025-act. |

## Palmarés

### Campeonatos nacionales
| Título             | Club     | País    | Año  |
| ------------------ | -------- | ------- | ---- |
| Serie B de Ecuador | Cuniburo | Ecuador | 2024 |

## Vida personal
Es hermano gemelo del también futbolista Alexander Ushiña.